# Ignacy III Dawid
Ignacy III Dawid (ur. ?, zm. ?) – w latach 1222–1252 81. syryjsko-prawosławny Patriarcha Antiochii.